# Буковинська митрополія
Букови́нська митропо́лія (рум. Mitropolia Bucovinei; сербохорв. Буковинска митрополија, Bukovinska mitropolija), або Букови́нсько-Далма́тинська митропо́лія (рум. Mitropolia Bucovinei și Dalmației; сербохорв. Буковинско-далматинска митрополија, Bukovinsko-dalmatinska mitropolija) — історична східно-православна де-факто автокефальна помісна церква в Австро-Угорській імперії. Одна з трьох автономних (де-факто автокефальних) православних церковних областей на землях імперії (поряд з Германштадською митрополією і Карловацьким патріархатом). Засновано владою Австро-Угорщини в 1873 році шляхом виділення зі складу Карловацького патріархату — для земель Цислейтанії (тобто земель, що управлялися безпосередньо з Відня). Припинила існування внаслідок розпаду Австро-Угорщини (кінець 1918 року) і з входженням Буковини в склад Румунського королівства.

## Християнізація Буковини
Процес християнізації земель Буковини сягає апостольських часів. Апостол Андрій проповідував у землях Скіфії, в межах яких розміщувалась і Буковина. Окремі джерела вказують, що в І ст. християнство населенню Прикарпаття та Наддністрянщини проповідував Апостол Павло.
За часів імператора Траяна, між жителями східних провінцій Римської імперії та представниками сусідніх племінних об'єднань виникли не тільки торгово-економічні, але й релігійно-культурні відносини. Християнські місіонери проникали не тільки в завойовані Римом землі, але і на суміжні території.
Остаточно християнство закріпилось на Буковині у часи Рівноапостольного Володимира Великого, завдяки якому буковинські землі ввійшли до складу Київської Руси, де християнство стало державною релігією. Більш ніж 300 років (988-1303) місцеві парафії підпорядковувались Київській митрополії.
Із створенням Галицької митрополії (1303) Буковина (Шипинська земля), як складова Галицького князівства, перебувала під її юрисдикцією.
Після монголо-татарської навали зв'язки з Галицькою Руссю були розірвані, а Галицько-Волинська держава припинила існування. Як наслідок буковинські землі з 1367 року ввійшли до складу новоствореного Молдовського воєводства. Але й тоді місцеві парафії залишались у складі Галицької митрополії.
Перших єпископів молдовської церкви висвятив (1371-1394) галицький митрополит Антоній. Тільки в 1401 році молдовському воєводі Олександру Доброму вдалося добитися визнання Сучавської митрополії під зверхністю Константинопольського патріархату. Першим Митрополитом став єпископ з Білгороду Дністровського Йосип, за сприяння якого 1402-го року до Сучави були перевезені мощі покровителя Буковини — Іоана Нового (Сучавського). До 1630 року буковинські землі належали до Сучавської митрополії, а богослужбовою та діловою мовою — була староукраїнська. Владики сучавські дбали про розвиток місцевих парафій, засновували манастирі, замовляли зі Львова та Києва церковно-богослужбові книги, або й самі переписували їх. Зі стародавнього молдовського роду Могил в Радівцях вийшло два єпископи — Феофан (1520—1535) і Юрій (1579—1586). Останній був дядьком Київського митрополита Петра Могили і після архієрейського служіння в Радівцях займав кафедру митрополита Сучавського і Молдовського. Навіть більше, Сучавська митрополія опікувалася слабкою, на ту пору, православною церквою в Галичині. З перенесенням митрополичої кафедри у Ясси, місцеві парафії відповідно були перепідпорядковані Яському митрополиту. Відтоді було запроваджено в богослужіння румунську мову. Розпочався процес тотальної румунізації.
Після приєднання (1774-1775) Буковини до Габсбурзької монархії, місцеві парафії та монастирі були об'єднані в Чернівецько-Буковинську єпархію Карловацької митрополії.

## Буковинська митрополія

### Створення митрополії
Першим українцем, який зайняв чернівецьку єпископську кафедру (1835) став Євгеній (Гакман). Своєю ініціативністю, дієвістю та наполегливістю у справі розбудови православної церкви на Буковині, архієрей здобув заслужений авторитет у краї та далеко за його межами. Водночас, владика Євгеній доклав чимало зусиль для подолання дискримінації русинів, і зрівняння їх у правах із румунськими духовними братами. Українська мова дістала в єпархії статус офіційної на рівні з румунською, викладання у духовних навчальних закладах почали вести двома мовами, у духовенстві дотримувався паритет між представниками двох етнічних груп. До того ж, архієрей відстоював права українців не тільки у церковній, а й у суспільно-політичній сферах.
Така діяльність владики Євгенія наштовхнулася на шалений опір консервативної румунської боярської верхівки. Архієрея почали цькувати як у місцевих румуномовних ЗМІ, так і за межами краю. Крім того, після «Весни народів», що докотилася й до Буковини, значно активізувалися «румунські автономісти». Досягнувши мети щодо відокремлення краю від Галичини й створення окремого коронного краю Герцогство Буковина, було розпочато кампанію з його приєднання до «румунської» Трансільванії. Крім того, лобіювалось питання приєднання Буковинської єпархії до новоствореної Семигородської (румунської) митрополії.
Не допустив реалізації цих намірів владика Євгеній, який усвідомлював можливі наслідки для буковинських українців і був категоричним противником подібних планів. Завдяки особистому авторитету архієрея та його впливовим зв'язкам «автономістів» було нейтралізовано, і розпочато роботу із створення самостійної Буковинської митрополії.
1870-го р. Чернівецький архієрей дістав титул архієпископа. А 23 січня 1873 року вийшов імператорський декрет, відповідно до якого була утворена незалежна Буковинська митрополія, а владиці Євгенію було надано титул — архієпископ Чернівецький, митрополит Буковини й Далмації.
Колишні цькування не минулись безслідно. У митрополита різко погіршився стан здоров'я, і 12 квітня 1873 року він приставився.

### Діяльність митрополії
За період керування Чернівецькою кафедрою його наступниками Феофілом (Бенделою) (1873-1875) та Феоктистом (Блажевичем) (1875-1879) усі позитивні починання владики Євгенія далі втілювались у життя. 1875-го року (вже після смерті митрополита Євгенія (Гакмана)) було реалізовано ще один проект його життя — відкрито Чернівецький університет (з богословським факультетом).

З 1880-х р.р. у митрополії була своя друкарня, що розмістилась у митрополичій резиденції. Видавалося багато православної релігійно-духовної і богословської літератури: двомовний єпархіальний журнал «Світильник» («Candela»), збірники церковних проповідей, церковні календарі, книги й брошури повчального характеру для мирян.

З приходом на митрополичу кафедру Сильвестра (Мораря-Андрієвича) (1880-1895) розпочався період випробувань для митрополії, а надто для української пастви. Будучи етнічним українцем (зрумунізованим), митрополит Сильвестр намагався знищити всі здобутки своїх попередників, і відновив практику тотальної румунізації.

Митрополит Аркадій (Чуперкович) (1896-1902) проводив більш виважену політику, та навіть уклав катехізис і підручник релігії українською мовою. На початку ХХ ст, за сприяння митрополита Володимира (Репти), у Чернівцях було засновано Свято-Введенський жіночий монастир. У вирі Першої світової війни, коли Буковину зайняли російські війська, Володимир (Репта) видав указ духовенству молитися за російського імператора й перемогу російських військ. За що був у пізніше усунутий з посади австрійським урядом.

Буковинська митрополія перебувала у стані церковної автокефалії до розпаду Австро-угорської імперії (1918).

### Предстоятелі Буковинської церкви
- Митрополит Євгеній (Гакман) (23.01.1873 — 12.04.1873)
- Митрополит Феофіл (Бенделла) (13.11.1873 — 21.07.1875)
- Митрополит Феоктист (Блажевич) (22.03.1877 — 27.06.1879)
- Митрополит Сильвестр (Морар-Андрієвич) (12.03. 1880 — 03.04.1895)
- Митрополит Аркадій (Чуперкович) (16.02. 1896 — 05.03.1902)
- Митрополит Володимир (Репта) (04.10.1902 — 23.04.1919)

## Подальша доля

### Міжвоєнний період
Після розпаду Австро-Угорської імперії, Румунське королівство приєднало Південну Буковину, та всупереч волі місцевого населення — окупувала Північну Буковину (1918-1919). Буковинську митрополію було приєднано до РумПЦ 23 квітня 1919 року. На чолі Чернівецької кафедри був відновлений (опальний в австрійські часи) Володимир (Репта).
1925-го р. було прийнято закон «Про організацію Румунської Православної Церкви». Сама Церква дістала статус патріархії й складалася з 5 митрополій, кожна з яких об'єднувала кілька єпархій. Чернівецький архієрей одержав митрополичий титул, і в його підпорядкування перейшла, крім Буковинської, ще й Хотинська єпархія з центром у місті Бєльці. До цього духівництво Хотинщини (північно-західної Бесарабії) перебувало під юрисдикцією Кишинівського архієрея. Чернівецький владика Нектарій (Котлярчук) у 1925 році був інтронізований з титулом — митрополит Буковини й Хотина.
1935-го р. новим Чернівецьким архієреєм став Віссаріон (Пую), який був інтронізований з титулом митрополита Буковини, Хотина й Мармарощини, оскільки в його підпорядкування перейшла ще Мармароська єпархія.
Негативним моментом цього періоду було проведення всеосяжної і тотальної румунізації, що спричинило невдоволення й опір українського населення. Вкрай негативно було сприйнято календарну реформу, коли з 1 січня 1928 року Румунська патріархія перейшла на григоріанський календар.
29 червня 1940 року в результаті Прутського походу територія Північної Буковини (практично без жодного пострілу) була зайнята Червоною армією. З місцевих парафій та монастирів було утворено Чернівецьку єпархію РПЦ на чолі з єпископом Дамаскіним (Малютою).
Під час нацистсько-румунської окупації (1941-1944 р.) буковинські парафії тимчасово знову очолювались румунським архієпископом.

### Післявоєнний період
У березні 1944 року Північну Буковину було остаточно зайнято Червоною Армією і на її землях утворено Чернівецьку область УРСР. Відновлено Чернівецьку єпархію РПЦ.

У червні 1944 року Священним Синодом РПЦ у Чернівецьку єпархію був направлений протоієрей Євфимій (Ковернинський), який став єпархіальним благочинним і настоятелем кафедрального собору в Чернівцях. На початку 1945 року він прийняв чернечий постриг з ім'ям Феодосій і був призначений єпископом Чернівецьким і Буковинським.

Протягом 1944-1945 р.р. духівництво єпархії перейшло під юрисдикцію Московського патріархату. Юридичні питання було вирішено в результаті переговорів між керівництвом Радянського Союзу та СРР.

Чернівецька єпархія в повоєнні роки налічувала близько 370 парафій, 200 священиків, мала 2 монастирі — Свято-Іоанно-Богословський чоловічий «Хрещатик» і Свято-Введенський жіночий у Чернівцях.

У кінці 1950-их — початку 1960-их р.р. в СРСР відбувалася антицерковна кампанія. Було закрито близько 100 храмів і 2 монастирі.

Кардинальним чином ситуація змінилась у другій половині 1980-их р.р. під час перебудови, особливо після святкувань 1000-ліття Хрещення Руси.
Становище православної церкви у південній частині колишньої Буковинської митрополії (Австро-Угорська імперія) було не набагато кращим, ніж у північних сусідів. Звісно, в СРР релігія не переслідувалась так, як на певних етапах у СРСР, але все одно ситуація не була бездоганною.

«Південні» парафії були об'єднані в межах Радівського-Сучавського єпископства Ясської митрополії РумПЦ.

На чолі стояв єпископ Сучавський та Радівський.

## Сучасний період

### Північна частина
З 1991 року північна частина Буковинської митрополії (австрійського періоду) є складовою Чернівецької області в Україні.

У регіоні функціонують дві православні конфесії.
Православна Церква України

- Чернівецька єпархія, архієрей: митрополит Чернівецький і Буковинський Данило (Ковальчук). До складу єпархії входить 127 парафій та 2 монастирі.
- Чернівецько-Кіцманська єпархія, архієрей: архієпископ Чернівецький і Кіцманський Онуфрій (Хаврук). До складу єпархії входить близько 30 парафій.
- Чернівецько-Хотинська єпархія, архієрей: єпископ Чернівецький і Хотинський Герман (Семанчук). До складу єпархії входить близько 10 парафій.

Російська Православна Церква в Україні

- Чернівецько-Буковинська єпархія, архієрей: митрополит Чернівецький і Буковинський Мелетій (Єгоренко). До складу єпархії входить 382 парафії та 12 монастирів.

### Південна частина
Південна частина Буковинської митрополії (австрійського періоду) формує Сучавський повіт в Румунії.
Парафії та монастирі повіту утворюють Сучавсько-Радівське архієпископство Молдовсько-Буковинської митрополії РумПЦ. Архієрей: Архієпископ Пімен (Заіне). До складу архієпископства входять — 380 парафій та 12 монастирів.

## Галерея

Свято-Духівський кафедральний собор в ЧернівцяхСвято-Духівський кафедральний собор в Чернівцях
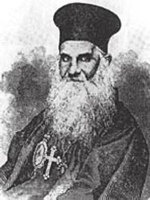
Владика Євгеній (Гакман) - (портрет)
Пам'ятник Митрополиту Євгенію (Гакману) в ЧернівцяхПам'ятник Митрополиту Євгенію (Гакману) в Чернівцях

Митрополит Феофіл (Бенделла)Митрополит Феофіл (Бенделла)
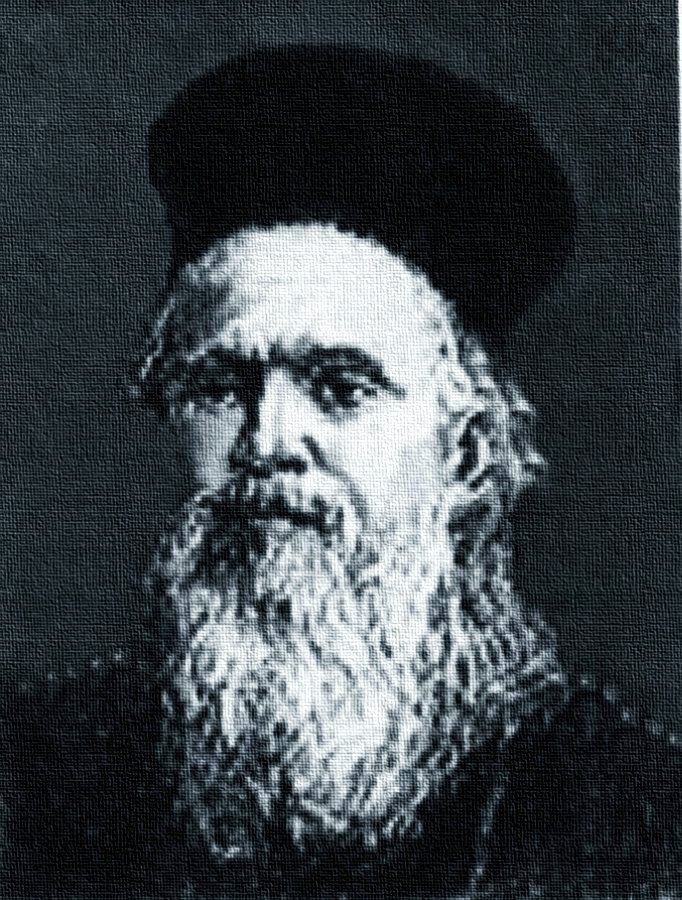
Митрополит Сильвестр (Морар-Андрієвич)
Митрополит Аркадій (Чуперкович)
Митрополит Володимир (Репта)